# ۴-پیرون
۴-پیرون (به انگلیسی: 4-Pyrone) با فرمول شیمیایی C5H4O2 یک ترکیب شیمیایی با شناسه پاب‌کم 9291 است. که جرم مولی آن ۹۶٫۰۸ گرم بر مول می‌باشد. 